# Fredrik Reinfeldt
John Fredrik Reinfeldt (Österhaninge, 4 de agosto de 1965) é um político sueco que serviu como Primeiro-ministro da Suécia de 2006 a 2014, Presidente do Conselho Europeu de julho a novembro de 2009 e Líder do Partido Moderado entre 2003 e 2015.
Primeiro-ministro entre 2006 e 2010, Reinfeld foi reeleito para o cargo em 19 de setembro de 2010, depois que a coalização de centro-direita que lidera, formada por moderados, liberais, democrata-cristãos e o partido de centro, venceu as eleições gerais, sendo a primeira vez que um governo não-socialista foi eleito para um segundo mandato consecutivo.
Após uma derrota nas eleições de 2014, foi sucedido no cargo de primeiro-ministro por Stefan Löfven do Partido Social-Democrata, tendo então anunciado a sua demissão de líder do Partido Moderado.

## Infância e educação
Fredrik Reinfeldt cresceu em Tensta, Estocolmo. O seu pai era um empresário e a sua mãe trabalhava no recrutamento de pessoal. Juntou-se à Liga da Juventude Moderada (em sueco, Moderata Ungdomsförbundet, ou MUF) em 1983. Teve uma participação política estudantil ativa na Universidade de Estocolmo, onde se licenciou em Economia em 1990.

## Vida política
Foi eleito membro do parlamento (riksdagsledamot) nas eleições gerais de 1991, em que a aliança de centro-direita formou governo após nove anos de governo socialista.
Reinfeldt foi eleito presidente da MUF entre 1992 e 1995, tendo tido Ulf Kristersson como opositor, durante o controverso congresso que ficou conhecido informalmente como a "Batalha de Lycksele" (em referência ao local onde este ocorreu). Enquanto Reinfeldt representava a facção mais conservadora do partido, Kristersson era neoliberal, tendo a eleição de Reinfeldt indicado uma viragem do partido para uma linha mais conservadora.
No entanto, desde que Reinfeldt tomou a liderança dos Moderaterna, o partido tem assumido uma postura mais liberal, tendo assegurado uma posição mais central no parlamento sueco. O partido pede cortes nos impostos para as classes baixa e média e tem assumido uma postura menos crítica ao sistema social da Suécia. Reinfeldt é descrito como simpatizante da presença da Suécia na União Europeia, num país predominantemente eurocéptico. Fontes dentro e fora do partido indicam que esta posição tanto pode ser uma tentativa de posicionar o partido mais ao centro do espectro político, como de vincar a visão geral do partido neste assunto.
Reinfeldt foi o presidente da Comunidade Democrática Jovem da Europa (Democrat Youth Community of Europe, ou DEMYC) entre 1995 e 1997.
Após as eleições de 17 de Setembro de 2006, em que a aliança da direita venceu as eleições apesar de o partido mais votado ter sido o Partido Social Democrata (de esquerda), Fredrik Reinfeldt foi aprovado pelo parlamento sueco como primeiro-ministro da Suécia, já que é o líder do partido do bloco de direita mais votado.
Fredrik Reinfeldt morou em Täby, Uplândia, com a sua esposa Filippa e os seus filhos, Ebba, Gustav e Erik. Filippa Reinfeldt é líder local dos Moderaterna e representante do partido na câmara de Täby.
Em 2012 foi anunciada a separação do casal, tendo o divórcio ocorrido em 2013.